# Apparatchik

Emblème d'État de l'Union soviétique (1956-1991).

Le terme apparatchik [apaʁatʃik] (en russe : аппаратчик [ɐpɐˈrat͡ɕːɪk], « membre de l'appareil » d'État) est apparu pour désigner en Union soviétique puis par extension dans les autres régimes communistes, un membre de la nomenklatura, cadre du gouvernement, du parti communiste et de leurs représentations locales (autorités de l'État, administrations, sections ou cellules du Parti unique).
Le terme apparatchik s'applique toujours à des membres civils du pouvoir, à l'exclusion des membres des forces armées ou de l'ordre tels les gradés de l'Armée rouge, les commissaires politiques ou les agents des polices politiques comme le NKVD, autres piliers des États communistes.
Par extension, l'apparatchik est un militant politique permanent, c'est-à-dire qui fait carrière dans le parti, rémunéré ou non par ce dernier (on pouvait être délégué d'une entreprise, d'un syndicat, d'une administration auprès du Parti). Il y exerce des responsabilités lui permettant d'obtenir des investitures et des mandats « électoraux » (il est alors le candidat unique du Parti dans une circonscription territoriale, un comité d'entreprise, une union professionnelle, un syndicat officiel). On parle aussi de bureaucrate.
Enfin, le terme désigne plus largement toute personne qui profite de son rang, de sa situation au sein d'un groupe social ou politique pour renforcer sa légitimité, son ascendant, son prestige, sa fortune, sa carrière.

## Sources bibliographiques
- Masha Gessen, Poutine: L'homme sans visage  , Fayard, 2012, page 10.
- Archie Brown, The Rise and Fall of communism, Vintage Books, 2009, page 105
- Jean-François Soulet, Histoire comparée des États communistes de 1945 à nos jours, Armand Colin, coll. « U », 1996, pages 11-42
- Alexandre Zinoviev, Le Communisme comme réalité, Julliard, 1981, pages 58 et suivantes.
- Pierre Bourdieu, Méditations pascaliennes, Seuil, 2003, page 228.